# Морвиль-ле-Вик
Морви́ль-ле-Вик (фр. Morville-lès-Vic) — коммуна во французском департаменте Мозель региона Лотарингия. Относится к кантону Шато-Сален.	

## География
Морвиль-ле-Вик расположен в 45 км к юго-востоку от Меца. Соседние коммуны: Вик-сюр-Сей на юге, Шато-Сален, Амелекур и Любекур на северо-западе.

## История
- Коммуна расположена на плато, на котором была когда-то сильно развита выварка соли.

## Демография
По переписи 2008 года в коммуне проживало 118 человек.

## Достопримечательности
- Остатки древнеримской усадьбы.
- Следы древнеримского тракта.